# Eparchie Olštýn-Gdaňsk
Eparchie Olštýn-Gdaňsk (latinsky Eparchia Allensteniensis-Gedanensis Ucrainorum, ukrajinsky Вроцлавсько-Кошалінська єпархія Української греко-католицької церкви) je eparchií Ukrajinské řeckokatolické církve se sídlem v Olštýně, kde se nachází katedrála Ochrany Přesvaté Bohorodičky; konkatedrálou je kostel sv. Bartoloměje a Ochrany Přesv. Bohorodičky v Gdaňsku. Pod její jurisdikci spadají ukrajinští řeckokatolíci v na severovýchodě Polska. Je sufragánní vůči archieparchii Přemyšl-Varšava. 

## Historie
Roku 2020 byla z území Eparchie Vratislav-Koszalin vyčleněna Eparchie Olštýn-Gdaňsk.